# جيرمين جاكسون (كرة سلة)
جيرمين جاكسون (بالإنجليزية: Jermaine Jackson)‏ مواليد 7 يونيو 1976 في ديترويت، هو لاعب كرة سلة أمريكي سابق تحول إلى التدريب بعد الاعتزال بدأ مسيرته الاحترافية في سنة 1999.. يبلغ طوله 6 قدم 4 بوصة (1.9 م). اعتزل اللعب في 2012.

## المسيرة الاحترافية
لعب مع ديترويت بيستونز في سنة 1999، ثم لعب مع تورونتو رابتورز في سنة 2002، ثم لعب مع تورونتو رابتورز في موسم 2002–2003، ثم لعب مع أتلانتا هوكس في سنة 2003.

## روابط خارجية
- جيرمين جاكسون على موقع إن بي أي (الإنجليزية)
- جيرمين جاكسون على موقع سبورتس رفرنس (الإنجليزية)
- جيرمين جاكسون على موقع الدوري الإسباني لكرة السلة (الإسبانية)
- جيرمين جاكسون على موقع كرة السلة الأوروبية.كوم (الإنجليزية)
- جيرمين جاكسون على موقع كلية كرة السلة في سبورتس رفرنس.كوم (الإنجليزية)
- جيرمين جاكسون على موقع ريلجم (الإنجليزية)
- جيرمين جاكسون على موقع بروبوليرز (الإنجليزية)
- جيرمين جاكسون على موقع سبورتس رفرنس (الإنجليزية)